# Liste religiöser Amts- und Funktionsbezeichnungen
Die Liste religiöser Amts- und Funktionsbezeichnungen stellt die wichtigsten religiösen Amts- und Funktionsbezeichnungen zusammen.
Viele Religionen sind hierarchisch aufgebaut. In der römisch-katholischen Kirche und in einigen Richtungen des Buddhismus ist die hierarchische Ordnung besonders ausgeprägt. Meist sinkt mit zunehmender Macht die Anzahl der Personen, die diesen Titel tragen. Hierarchisch aufgebaute Religionen verfügen also über einen obersten Führer und zahlreiche niedere Amtsträger in den Gemeinden.
Im Folgenden sind wichtige religiöse Titel und Amtsbezeichnungen hierarchisch geordnet. In Klammern dahinter – wenn bekannt – die Anzahl der Personen, die den jeweiligen Titel in der entsprechenden Religion innehaben.

## Christentum

### Geistlicher
Im Christentum ist ein Geistlicher eine Person, die ein geistliches Amt in der Kirche innehat. Im engeren Sinn ist es die Bezeichnung für einen geistlichen Leiter, z. B. Bischof oder Pfarrer. Seit dem 15. Jahrhundert ist es die Bezeichnung für Angehörige des (katholischen) Klerus (Priester, Diakon) auch ohne Leitungsaufgabe.
„Geistliche Fürsten“ waren hohe Geistliche des Heiligen Römischen Reiches Deutscher Nation, die sowohl Inhaber eines geistlichen Amts (meist Bischof oder Abt) als auch weltlicher Landesherr eines geistlichen Territoriums und damit Lehensträger des Reiches waren.

### Römisch-katholische Kirche
Folgendes gilt für die römisch-katholische Kirche:
- Papst: auch als Pontifex maximus bezeichnet; Anrede: Heiliger Vater (in der Regel durch Katholiken) oder Eure Heiligkeit (durch Nichtkatholiken)
- Kardinal: Anrede: Eure oder Euer (Hochwürdigste) Eminenz, Herr Kardinal; mit verschiedenen Rängen:
  - Kardinalbischöfe, darunter als primus inter pares der Kardinaldekan und als dessen Vertreter der Kardinalsubdekan
  - Kardinalpriester, darunter als primus inter pares der Kardinalprotopriester
  - Kardinaldiakone, darunter als primus inter pares der Kardinalprotodiakon

Der Titel Kardinal bezeichnet keine Stufe des Weiheamtes, sondern eine verliehene Würde (daher die Unterscheidung in Amts- und Würdenträger). Er beinhaltet die Beteiligung an der Leitung der Weltkirche entweder in einem Bistum oder an der Kurie in Rom. Außerdem sind Kardinäle, die beim Tode eines Papstes das 80. Lebensjahr noch nicht vollendet haben, zur Wahl des Papstes berechtigt. Mit wenigen Ausnahmen sind alle Kardinäle Bischöfe, auch wenn die interne Titulatur des Kollegiums der Kardinäle mit der Aufteilung in Kardinalbischöfe, -priester und -diakone anderes vermuten lassen kann.
- Patriarch: Titel des Oberhaupts einiger katholischer Ostkirchen und traditioneller Ehrentitel für einige Metropoliten der lateinischen Kirche. Der Patriarch der armenisch-katholischen Kirche wird mit Eure Heiligkeit, einige der anderen Patriarchen mit Eure Seligkeit angesprochen.
- Großerzbischof: Titel, der an das jeweilige Oberhaupt der folgenden mit Rom unierten Kirchen verliehen wird: ukrainisch-katholische, syro-malabarische, rumänisch-katholische und syro-malankarische Kirche.
- Erzbischof, von denen einige noch den Ehrentitel eines Primas haben oder als Metropolit einer Kirchenprovinz vorstehen; Anrede: Euer (Hochwürdigste) Exzellenz, (Hochwürdigster) Herr (Erz-)Bischof, im vollen Titel Seine Exzellenz der Hochwürdigste Herr (Erz-)Bischof (siehe auch: Titularerzbischof)
- Bischof: Anrede: s. Erzbischof (siehe auch: Titularbischof)
  - Weihbischof (auch: Auxiliarbischof): unterstützt einen Diözesanbischof bei der Ausübung des Amtes; er ist auf den Titel eines untergegangenen Bistums geweiht; Anrede: Euer (Hochwürdigste) Exzellenz, (Hochwürdigster) Herr Bischof. Um den als Weihbischof in einer Diözese wirkenden Titularbischof vom Diözesanbischof zu unterscheiden, heißt es auch: N. N. Bischof von (Name des Titularbistums), Bischof in (Name der Diözese, in der er als Weihbischof eingesetzt ist).
- Apostolischer Vikar: Leiter eines Apostolischen Vikariats, welches nach Kirchenrecht eine Diözese auf Probe ist. Der Apostolische Vikar ist in der Regel Titularbischof und hat in seinem Vikariat die gleichen Aufgaben wie ein Diözesanbischof. Die Anrede gleicht jener der Bischöfe.

Die Träger dieser Titel sind sämtlich zum Bischof geweiht. Da dieser Rang dem Rang eines Priesters vorangeht, gehen sie selbstverständlich den Trägern der päpstlichen und bischöflichen Ehrentitel voran.
- Apostolischer Präfekt: Leiter einer Apostolischen Präfektur, welche nach Kirchenrecht eine Diözese auf Probe in Missionsgebieten ist. Die Präfektur dient als Vorstufe zum Apostolischen Vikariat. Der Apostolische Präfekt hat wie ein Diözesanbischof die volle Jurisdiktion über das Präfektorialgebiet inne. Er trägt dabei sowohl die Kleidung als auch die Insignien eines Bischofs, obwohl er die Bischofsweihe noch nicht empfangen hat.

Träger päpstlicher und bischöflicher Ehrentitel:
- Apostolischer Protonotar (Hochwürdigster Herr Prälat, auch „Monsignore“)
- Ehrenprälat Seiner Heiligkeit (Hochwürdigster Herr Prälat, auch Monsignore)
- Kaplan Seiner Heiligkeit (Monsignore)

Hochwürdigster Herr ist eine Anrede für alle Prälaten, das heißt vom Kaplan Seiner Heiligkeit bis zum Kardinal. Monsignore ist der italienische Anredetitel für die Prälaten. In Deutschland wird er in der Regel für den Kaplan Seiner Heiligkeit gebraucht. Dabei ist zu beachten, dass man nicht Herr und Monsignore zusammen verwendet (das wäre eine Doppelung).
Weitere Ehrentitel sind:
- Ehrendomherr Ehrenmitglied eines Domkapitels
- Geistlicher Rat (Hochwürdiger Herr Geistlicher Rat)
- Dekan (Hochwürdiger Herr Dekan, Herr Dekan). Regional wird der Inhaber dieses Amtes auch als Dechant bezeichnet. Der Dechant ist der Vorsteher eines Dekanates. Demgegenüber unterschieden wird der Stadtdechant (oder Kreisdechant, manchmal auch Generaldekan). Zu einem Stadt- oder Kreisdekanat sind mehrere Dekanate einer Großstadt oder eines Landkreises zusammengefasst. Der Stadt- oder Kreisdechant hat eher verwaltungsorganisatorische Aufgaben.
- Pfarrer und Stadtpfarrer (Hochwürden, Herr Pfarrer); im Norden und Westen Deutschlands umgangssprachlich auch Pastor (Herr Pastor)
- Pfarrvikar, Kaplan, Kooperator, Kirchenrektor, Subsidiar (Hochwürden, Herr Pfarrer, Herr Rektor). Der Pfarrvikar ist der rechtliche Stellvertreter eines Pfarrers, der Kooperator ist der einer Pfarrei beigeordnete Geistliche ohne Leitungsgewalt. Kapläne waren ursprünglich (und sind es kirchenrechtlich auch heute, c. 564–572 CIC) Geistliche an Gotteshäusern mit besonderen Diensten (z. B. Universitäten, Spitälern, Gefängnissen, Militärkaplan), der Titel wird heute in Deutschland allgemein oft für Hilfsgeistliche eines Pfarrers benutzt. Der Kirchenrektor ist der Leiter einer Kirche, die keine Pfarrkirche ist.
- Pastor: Sammeltitel für Priester, deren Amt nicht bekannt ist. Abbé: französischer Titel für Priester ohne bekanntes Amt.

Unterhalb der Weihestufe der Priester gibt es den Diakon (Hochehrwürden, Herr Diakon).

#### Klöster und Formen des gottgeweihten Lebens
Eine einheitliche Hierarchie für alle katholischen Ordensgemeinschaften, Säkularinstitute und Formen des geweihten Lebens gibt es nicht. Vielmehr ergibt sie sich aus der jeweiligen Ordensregel bzw. den Konstitutionen.

##### Regulierte Chorherren
- Abtprimas bei den Augustiner-Chorherren, Generalabt bei den Prämonstratensern (Euer Gnaden, höchster Herr Generalabt) – Vertreter des Ordens in Rom, nicht oberster Abt
  - Generalabt bei den Augustiner-Chorherren Leiter einer Ordenskongregation
    - Abt / Propst (Euer Gnaden, Hochwürdigster Herr Prälat, Herr Abt, Herr Propst)
      - Prior / Dechant ([sehr hochwürdiger] Herr Prior / Dechant) – Stellvertreter eines Abtes oder Leiter eines nicht selbständigen Klosters (Priorat), beim OPraem auch der Leiter eines selbständigen Klosters (Prior de regimine; Anrede: Hochwürdigster Herr Prälat.)
        - Herr, Pater oder Dominus (Hochwürdiger Herr, Pater, reverendus Dominus) Chorherr mit feierlicher Profess, der eine Weihe empfangen hat
        - Ordensbruder (Ehrwürdiger Frater, Ehrwürdiger Herr)

In der Anrede sagt man meist nur: Herr Generalabt, Herr Prälat, Herr Prior, Herr N., Pater N., Frater N. (N.: Ordensname; Prämonstratenser-Chorherren)

##### Ordensleute monastischer Orden
- Abtprimas bei den Benediktinern – Vertreter des Ordens in Rom
  - Abtpräses bei den Zisterziensern der allgemeinen Observanz und teils bei den Benediktinern – Leiter einer Ordenskongregation
    - (Erz-)Abt – Leiter einer selbständigen Abtei (Erzabt: Leiter einer Abtei (Mutterhaus), die weitere Gründungen (Filiationen) vorgenommen hat)
      - Prior – Stellvertretender Leiter eines Klosters oder Leiter eines nicht selbständigen Klosters (Priorat)
        - Subprior – Vertreter des Priors oder Mönch mit bestimmten Aufgaben in der Leitung eines Klosters
          - Pater – Ordensmitglied, das die Priesterweihe empfangen hat, Hochwürden oder Hochwürdiger Herr, Pater N.
          - Bruder bzw. Frater – Ordensmitglied ohne Priesterweihe, Ehrwürden oder Ehrwürdiger Herr, Bruder N.

In einigen Klöstern ist die Anrede als Pater oder Bruder nicht an die Weihe gebunden, sondern an die Profess. Ein Mönch ohne Profess bzw. mit zeitlicher Profess wird in diesem Fall Bruder genannt. Nach der Ablegung der feierlichen Profess ist die Anrede Pater. So z. B. im Stift Heiligenkreuz.

##### Bettelorden und Regularkleriker
- Generaloberer, Generaloberin, Generalminister bei den Franziskanischen Orden, Generalmagister bei den Dominikanern, General bei den Jesuiten
  - Provinzial, Provinzialminister, Provinzialmagister oder Provinzialsuperior (Leiter einer Provinz)
    - Guardian (Oberer einer Niederlassung) (Stellvertreter: Vikar), Superior, Prior
      - Pater (Ordenspriester)
      - Frater, Bruder (Ordensbruder); in manchen Orden ist „Bruder“ inzwischen auch als Anrede für die Priester des Ordens üblich.

##### Ordensschwestern
- Äbtissin ([Hochwürdige] Frau Äbtissin, Mutter)
  - Priorin (Leiterin eines von einer Abtei abhängigen Priorats oder Leiterin eines Konvents, dessen Orden traditionell keine Äbte und Äbtissinnen hat, z. B. der Teresianische Karmel) (Ehrwürdige Mutter Priorin, Ehrwürdige Frau Priorin, Ehrwürdige Mutter)
    - Schwester ([Ehrwürdige] Schwester, Schwester, in manchen Konventen Frau in Verbindung mit dem Ordensnamen)

##### Ordensschwestern nicht-monastischer Gemeinschaften und Kongregationen
- Generaloberin (Leiterin eines Ordens) bzw. Generalvikarin (Stellvertreterin der Generaloberin) (Ehrwürdige Mutter)
  - Provinzialoberin (Leiterin einer Provinz) (Ehrwürdige Mutter), Provinzvikarin (Stellvertreterin der Provinzialoberin)
    - Oberin (Leiterin eines Hauses) ([Ehrwürdige] Schwester Oberin)
      - Schwester (Ehrwürdige Schwester, Schwester)

### Altkatholische Kirche
- Bischof/Bischöfin (leitet eine Diözese in der Utrechter Union)
- Priester/Priesterin
- Diakon/Diakonin

### Anglikanische Kirche
- Erzbischof von Canterbury bzw. Primas (Der Erzbischof von Canterbury und Primas von ganz England) hat traditionell den Ehrenvortritt (primus inter pares). Er vertritt die Anglikanische Kirchengemeinschaft nach außen. Der Erzbischof, der gleichzeitig Primas der Kirchenprovinz ist, vertritt diese nach außen (Most Reverend). Da er auch immer Mitglied des Privy Councils ist, erhält er zusätzlich das Prädikat (Right Honourable).
- (Erz-)Bischof einer anderen Kirchenprovinz als Metropolit seiner (Erz-)Diözese (Most Reverend als Metropolit, sonst Right Reverend)
- Suffraganbischof (Right Reverend)
- Erzdiakon (Archdiacon) (existiert nicht in jeder Diözese) (Venerable)
- Provost (Dompropst) (Very Reverend), Vice-Provost (zumeist Reverend Canon wegen der Mitgliedschaft im Domkapitel)
- Canon (Kanonikus, Chorherr, Domherr, Domkapitular, Kanoniker, Mitglied des Domkapitels und der erweiterten Leitung der Diözese) heute auch von Frauen besetzt (Reverend Canon)
- Priest (Priester) (Reverend)
- Deacon (Diakon) (Reverend)

Der Titel Reverend wird in der Anschrift und im Fließtext als Rev. oder Rev’d abgekürzt.

### Evangelische Kirchen
Die unter dem Oberbegriff Evangelische Kirchen zusammengefassten Kirchen kennen keine einheitlichen Strukturen. Sie können bischöflich (z. B. Evangelisch-Lutherische Kirche in Bayern), synodal (z. B. Evangelisch-reformierte Kirchen der Schweiz), presbyterial (z. B. Kirche von Schottland) oder kongregationalistisch (z. B. Baptisten, die meisten Pfingstgemeinden) organisiert sein. Ferner gibt es zahlreiche Mischformen.
- Bischöflich organisierte evangelische Kirchen

Landesebene:
Kirchenleitung: Erzbischof, Bischof, Landesbischof, Kirchenpräsident, Präses, Landessuperintendent
Synode: Synodale unter der Leitung des Synodenpräsidenten oder Präses
Regionalebenen:
Kirchenkreis-/Kirchenbezirksleitung: Regionalbischof, Superintendent, Prälat, Landessuperintendent, Propst
Dekanatsleitung: Dekan, Superintendent
Gemeindeebene:
Pfarrer, gleichbedeutend mit Pastor
Diakon
Kirchenvorsteher, Gemeindekirchenratsmitglied usw. (s. Kirchengemeindeleitung)
- Synodal organisierte evangelische Kirchen

In einer synodal organisierten evangelischen Kirche gibt es Synoden auf Gemeindeebene, Regionalebene und Landesebene. Auf Landesebene gibt es Synoden unter der Leitung des Präses.
Regionalebene:
Superintendent
Gemeindeebene:
Pastoren bzw. Pfarrer
Presbyter, Ältester, Kirchenvorsteher, Gemeindekirchenratsmitglied usw. (siehe Kirchengemeindeleitung)
Diakone.
- Presbyteriale evangelische Kirchen

In einer presbyterial organisierten evangelischen Kirche gibt es die geistlichen Ämter Ältester und Pastor, wobei ein Pastor gewöhnlich Theologe, ein Ältester kein Theologe ist.
Auf höherer Ebene gibt es Konferenzen von Ältesten bzw. delegierten Ältesten, aber keine Ämter höheren Ranges. Als Vertreter der Kirche nach außen fungiert zumeist der/die Vorsitzende der Generalkonferenz, ein Amt, das sowohl von Pfarrern als auch von Ältesten ausgeübt werden kann und in der Regel nur für ein Jahr ausgeübt wird.
- Kongregationalistische evangelische Kirchen

In einer kongregationalistischen Kirche gibt es nur Gemeindeälteste und Pastoren/Prediger und keine Hierarchie von Geistlichen irgendwelcher Art.

#### Evangelische Kirche in Deutschland
Die Evangelische Kirche in Deutschland (EKD) ist eine Gemeinschaft von 20 selbständigen lutherischen, reformierten und unierten Landeskirchen mit teilweise bischöflichem Aufbau. Die demokratisch verfassten und gewählten Leitungsgremien der EKD sind Synode, Rat und Kirchenkonferenz. Die Landeskirchen unterteilen sich in Kirchenkreise, Dekanate und die Kirchengemeinden. Sämtliche Ämter der Landeskirchen werden von Männern und Frauen ausgeübt.
- Der Bischof, Landesbischof, Kirchenpräsident, Präses, Landessuperintendent wird von der Landessynode gewählt. Er hat die geistliche Leitung einer (Landes)-Kirche inne und ist Vorsitzender des bzw. der kirchenleitenden Gremien. In einigen Landeskirchen ist er ein eigenes Organ und übernimmt zusammen mit anderen Gremien die Leitung der Landeskirche.
- Regionalbischof, in manchen Landeskirchen auch Prälat, Oberkirchenrat, Landeskirchenrat oder Landessuperintendent: Ihm obliegt die geistliche Leitung auf Regionalebene und er ist Mitglied kirchenleitender Gremien.
  - Oberkirchenrat (Kirchenrat) ist auch die Dienstbezeichnung von Theologen oder Juristen innerhalb der evangelischen Kirche, die als Beamte im Kirchendienst in einem Kirchenamt, einer Kirchenkanzlei, einem Konsistorium eine Abteilung/ein Dezernat oder Referat leiten. Sofern sie dem Kollegium eines Kirchenamtes angehören, werden sie häufig Mitglieder genannt, es gibt ordentliche Mitglieder eines (Landes)-Kirchenamtes, diese sind Kirchenbeamte als Leiter einer Abteilung/eines Referats u. Ä., sowie außerordentliche Mitglieder, dieses können Theologen/Juristen als Beamte im Kirchendienst wie auch Geistliche und Theologen sein, die nicht in der Kirchenverwaltung arbeiten, aber ein anderes leitendes Amt innehaben. Andere Bezeichnungen sind Oberlandeskirchenrat (z. B.: Landeskirchenamt Hannover). Landeskirchenrat oder Oberkonsistorialrat (z. B. im Konsistorium der Evangelischen Kirche in Berlin-Brandenburg).
- Präsident: Die Kirchenämter der VELKD und der UEK werden von Theologen geleitet, diese sind zugleich Vizepräsidenten des Kirchenamtes der EKD, einige Präsidenten des Kirchenamtes der EKD waren Theologen; in der Regel werden Kirchenämter von einem Juristen als Präsident geleitet.
- Vizepräsident: Sind im Kirchenamt der EKD Leiter der Hauptabteilungen; in vielen Landeskirchen gibt es das Amt eines Geistlichen oder Theologischen Vizepräsidenten. Die Vizepräsidenten sind leitende Geistliche ihrer Kirche und Mitglied in kirchenleitenden Gremien. Sie sind in der Regel Leiter/Vorsitzende der Geistlichen Abteilung in den Kirchenämtern/Konsistorien, in denen die theologischen Oberkirchenräte/Mitglieder der Ämter zusammengefasst sind. In einigen Kirchen sind sie Stellvertreter des Leitenden Geistlichen (z. B.: Evangelische Kirche von Westfalen, Vertreter des Präses). Entsprechend gibt es das Amt des Rechtskundigen/juristischen Vizepräsidenten.
- Vorsteher: Vorsteher werden häufig die Pastoren genannt, die, meist zusammen mit einem Ärztlichen Direktor, einem Diakonischen Krankenhaus oder großen Diakonischen Einrichtung „vorstehen“ und leiten.
- Rektor: Pastoren und Theologen, die eine evangelische Schule, eine Hochschule oder ein Institut (z. B.: Religionspädagogisches Institut) o. ä. leiten, tragen meist die Amtsbezeichnung Rektor.
- Mit Dekan wird ein leitender Geistlicher bezeichnet, der einem Zusammenschluss von Gemeinden (Dekanat) vorsteht. Regional unterschiedlich wird auch von Superintendent oder Propst bzw. von einem Kirchenkreis oder einer Propstei gesprochen.
- Pastoren, die leitende Aufgaben in einem Kirchenamt erfüllen oder als Leiter einer Einrichtung einer Landeskirche tätig sind, tragen oft die Bezeichnung eines Direktors, beispielsweise Direktor des Diakonischen Werkes. Bekannt ist auch der Studiendirektor als Leiter des Predigerseminars einer Landeskirche.
- Pfarrer oder Pastor. Er ist ordinierter Träger des geistlichen Amtes seiner Kirchengemeinde und mit sakramentalen und liturgischen Aufgaben betraut. Zusammen mit gewählten Mitgliedern einer Kirchengemeinde bildet der Pfarrer den Kirchenvorstand, das Leitungsgremium der Gemeinde.
- Landespastoren bzw. Landespfarrer: Diese sind keiner Gemeinde zugehörig. Sie sind Pastoren der Landeskirchen und haben übergemeindliche Aufgaben zu erfüllen. Beispiele sind der Landesjugendpastor oder Landessozialpfarrer. Landespastoren üben oft Leitungsaufgaben aus (mittlere Ebene) oder haben Beauftragungen für bestimmte Themengebiete inne.
- Als Vikar bezeichnet man einen Theologen (in der EKBO und EKM auch einen Gemeindepädagogen) mit bestandenem Examen, der in einer Kirchengemeinde seine Ausbildung zum Pfarrer abschließt.
- Ein Diakon ist nicht nur auf Arbeiten in der Gemeinde beschränkt, sondern kann auch in anderen sozialen Berufen sein geistliches Amt ausführen. Dazu gehören unter anderem Krankenpflege, Pädagogik oder auch Sozialwirtschaft. Je nach Arbeitsbereich ist er in der Verkündigung, Gottesdienst und den Sakramenten (Taufe, Abendmahl) betraut.

Daneben gibt es weitere Ämter, die von nicht-ordinierten Mitgliedern der Kirche übernommen werden: Presbyter, Prädikant, Diakonisse, Gemeindehelferin, Kantor, Küster und Lektor.

#### Evangelisch-methodistische Kirche
In der internationalen Evangelisch-methodistischen Kirche gibt es folgende Geistliche beiderlei Geschlechts:
- Ein Bischof leitet im deutschsprachigen Raum die Zentralkonferenz und die Jährlichen Konferenzen seines Gebiets und weist den Superintendenten und Ältesten ihren Dienst zu. Er oder sie kann für einige Jahre (gewöhnlich vier) oder auf Lebenszeit gewählt sein. Alle Bischöfe zusammen bilden den Bischofsrat.
- Ein Superintendent ist Ältester und steht für meist vier bis zehn Jahre einem Distrikt vor, hat aber als Geistlicher keinen höheren Rang.
- Ein Ältester ist Theologe und ordinierter Pastor (in der Schweiz „Pfarrer“).

### Orthodoxe Kirchen
Folgendes gilt vermutlich für mehrere oder alle orthodoxen Kirchen:
- Patriarch (Leiter einer autokephalen Kirche in der orthodoxen Tradition) Der Ökumenische Patriarch von Konstantinopel hat den Ehrenvortritt als primus inter pares (Anrede: Eure Allheiligkeit). Danach folgen die Patriarchen von Antiochia, Moskau und Alexandria (Anrede: Eure Seligkeit). Der Patriarch der (orientalisch-orthodoxen) Koptischen Kirche trägt den Titel Papst (Anrede: Eure Heiligkeit). Die Oberhäupter einiger orientalisch-orthodoxer Kirchen tragen den Titel Katholikos.
  - Erzbischof als Metropolit (Eure Seligkeit)
    - Bischof (Eminenz, Vladika (serbisch))
      - Erzpriester (Vater)
        - Priester (Vater)
          - Archidiakon (Erzdiakon)
            - Diakon
              - Subdiakon

### Neuapostolische Kirche
Die Hierarchie in der Neuapostolischen Kirche umfasst in absteigender Reihenfolge drei Amtsgruppen:
- Apostel: Stammapostel, Bezirksapostel, Apostel;
  - Priesterliche Ämter: Bischof, Bezirksältester, Bezirksevangelist, Hirte, (Gemeinde-)Evangelist, Priester;
    - Diakone: Diakon (bis 2002 auch noch Unterdiakon).

## Islam
Dem Islam ist der Begriff Geistlicher wesensfremd, da es für den Muslim keiner vermittelnden Instanz zwischen den Gläubigen und Gott bedarf. Die islamischen Ämter sind in erster Linie vom religiösen Recht her bestimmt (z. B. Mufti) oder von Funktionen in der Moschee (z. B. Imam, Chatib) geprägt.
Siehe jedoch trotzdem: Kategorie:Islamischer Geistlicher
Funktionen, die im westlichen Kontext als „Geistliche“ bezeichnet werden, sind u. a.

### Sunniten
In den einzelnen Moscheen
- Imam
  - Chatib,
    - Muezzin

### Schia
Seit 1979 hat der Waliye Faghih (Ruhollah Chomeini) (zumindest im Iran) das höchste Amt inne.
Dieser wird Führer (Rahbar) genannt. Vergleiche auch: Oberster Rechtsgelehrter
- Mardschaʿ-e Taghlid-e Motlagh (Seit dem Tod von Ajatollah Hossein Borudscherdi (1962) ist das Amt unbesetzt)
  - mardschaʿ-e Taghlid (Quelle der Nachahmung)
  - Mudschtahid
  - Ajatollah-olOzma (Großajatollah)
    -       -         - Ajatollah
        - Hodschatoleslam-wal-Moslemin
          -             - Hodschatoleslam
            - Saghatoleslam
              - Mullah (persisch: Akhound)

Im Iran sprechen sich die Geistlichen untereinander und auch die Menschen die Geistlichen mit Hadschagha (Ein Mann der Mekka besucht hat) an. Religiöse Titel werden meist bei Ansagen oder Buchtiteln benutzt.

### Sufis
- Scheich, auch Sheikh oder Sheik
- Pir, türkisch: alter Mann
- Ustādh, persisch: Ostad (Meister)
- Aref

### Aleviten
- Baba
- Dede

### Ahmadiyya Muslim Jamaat
- Khalifat ul-Massih (Anzahl: 1)

## Judentum

### Zeit des Jerusalemer Tempels
- Hohepriester
  - Priester
    - Levit

Seit der zweiten Zerstörung des Tempels zu Jerusalem (70 n. Chr.) gibt es keine allgemein bindende Hierarchie mehr. Seitdem haben sich regionale Strukturen herausgebildet, die sich nicht überall gleichen.

### Seit der Tempelzerstörung (70 n. Chr.)
- Rabbiner, in orientalischen Gemeinden auch „Chacham“ („Weiser“) genannt. In großen jüdischen Gemeinden mit mehreren Rabbinern Oberrabbiner bzw. Hahambaşı, für mehrere Gemeinden gemeinsam in Deutschland eine/n Landesrabbiner. Im Staat Israel: Je ein sephardischer und ein aschkenasischer Oberrabbiner
  - Chasan (Kantor)
    - Schammes
    - Gabbai

### Chassidismus
- Der Chassidismus kennt vor allem den Ehrentitel des Zaddik oder Admor (Bedeutung: Gerechter oder Meister und Lehrer)

## Buddhismus
- Tibetischer Buddhismus
  - Lamas
    - Dalai Lama
    - Panchen Lama
      - Panchen Rinpoche, d. h. „Großer Lehrer“

Der Lama-Titel ist im tibetischen Buddhismus nicht an die Ordination zum Mönch oder zur Nonne gebunden, sondern bezeichnet allgemein einen anerkannten Lehrer (siehe z. B. Marpa).
Abt eines Klosters
Mönch (Bhikkhu) und Nonne (Bhikkhuni)
Die aus der Pali-Sprache stammenden Begriffe Bhikkhu und Bhikkhuni (wörtlich: Bettler oder jemand, der Almosen erbettelt) werden auch in anderen buddhistischen Traditionen für buddhistische Mönche und Nonnen verwendet und stammen in ihrem Ursprung von Buddha Shakyamuni selbst. Allerdings bezeichneten sie zu Lebzeiten Buddhas alle Asketen, nicht nur die zum Orden gehörenden.

## Schamanismus
- Druide, je nach Tradition auch oft nur „Schamane“ genannt[4]
  - Ovate, Bezeichnung meist nur im Neoschamanismus genutzt[5]
    - Barde, Bezeichnung durch den OBOD etabliert[6]

## Wicca
- Hohepriester
  - Priester, häufig auch einfach nur Hexe oder Wicca genannt
    - Adept, Person, die in den ersten Grad initiiert ist
    - Novize, gleichbedeutend mit Adept; typische Bezeichnung in modernen Coven[7][8]